# Герб Герцогства Курляндия и Семигалия
Герб Герцогства Курляндия и Семигалия — официальный символ Герцогства Курляндия и Семигалия, использовавшийся им на протяжении своего существования. Герб Курляндии и Семигалии был гербом герцога, а не территории, но постепенно отождествлялся с гербом герцогства.

## Описание
Щит разделён на четыре части. В первой и четвёртой части герб Курляндии — серебряное поле, на нём червлёный коронованный лев; во второй и третьей части герб Семигалии — лазуревое поле, на нём натурального цвета выходящий коронованный герцогской короной олень (в первых вариантах герба — лось). В центре четырёхчастного герба располагался щиток с гербом рода правящего герцога.

## История герба

### Основное изображение герба
Герцогство Курляндия и Семигалия возникло в результате распада Ливонского ордена во время Ливонской войны 1558—1583 годов. Последний ландмейстер Ливонского ордена, ставший первым правителем герцогства, Готхард Кетлер, подписал 28 ноября 1561 года соглашение с польским королём Сигизмундом II Августом, согласно которому он преобразовал подвластные ему владения в Герцогство Курляндии и Семигалии, при этом герцоги становились вассалами польского короля.

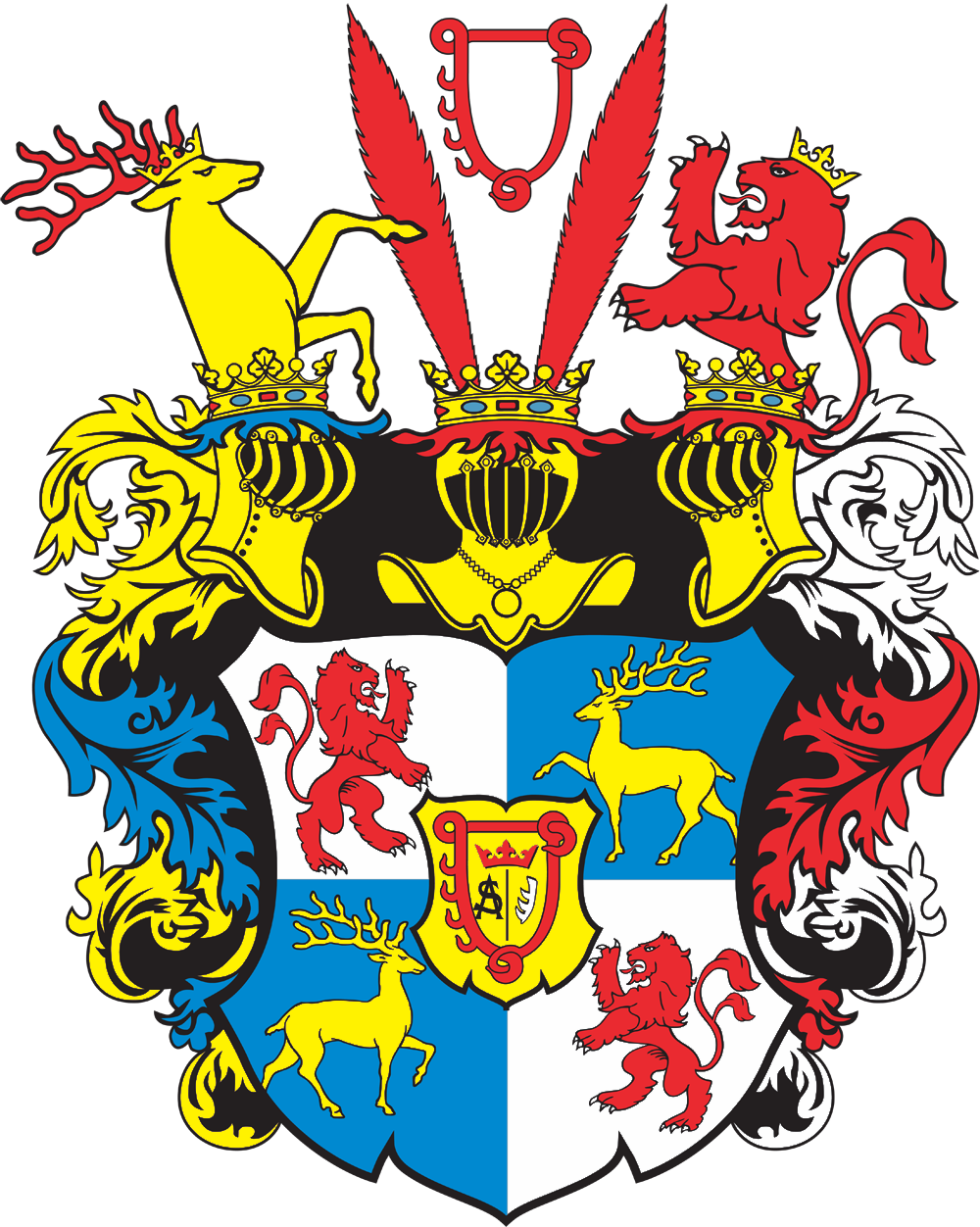
Герб герцогства, 1579 год

В силу шедшей в это время войны герб не был утверждён до 1565 года, поэтому для скрепления документов герцог использовал печать с личным гербом. В 1565 году, после того как Литовскому княжеству удалось захватить у шведов Пярну, король утвердил герб Готхарда Кетлера. Герб был похож на более поздний, однако все фигуры были повёрнуты вправо, лев был не коронован, и цвета герба были не указаны. Считается, что уже в то время лев в гербе символизировал Курляндию, лось — Семигалию. В 1569 году была образована Речь Посполитая, и обязательства сюзерена по отношению к герцогству перешли к вновь созданному государству. Однако формального заключения договора не было десять лет, опять же из-за Ливонской войны. Только 4 августа 1579 года король Стефан Баторий подтвердил договор герцога с Сигизмундом II Августом, в том числе и герб герцога. По договору между Речью Посполитой и герцогством, церемония подтверждения взаимоотношений между двумя государствами должна была проводиться каждый раз, когда в одном из государств менялся правитель.
В 1579 году был подтверждён герб герцогства 1565 года, однако с довольно значительными отличиями. Во-первых, на старом гербе гербовые животные были обращены вправо, на новом — к центру; во-вторых, был указан цвет фигур (красный лев на серебряном поле и естественного окраса лось на синем поле); в третьих, было конкретизировано положение лося, «выходящего» из-за края щита. В таком виде изображение на щите герба (за исключением центрального щитка) сохранилось до конца существования герцогства.

### Центральный щиток

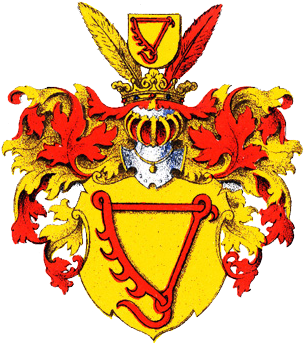
Герб Готхарда Кетлера до 1565 года

Основное изображение герба оставалось неизменным с 1579 по 1795 год, однако при смене правителя в Речи Посполитой или Курляндии герб должен был подтверждаться заново, поэтому изображение на центральном щитке и украшения герба постоянно менялись. Гербом рода Кетлер, точнее, ветви этого рода «Кетлеры из нового Ассена», которой принадлежал Готхард Кетлер, до 1565 года был красный крюк для крепления котла на золотом поле. После утверждения герба герцогства 1565 года внутри крюка стала изображаться монограмма короля Сигизмунда II Августа — литеры «SA» — и корона над ними. После подтверждения польско-литовским королём Стефаном Баторием прав Кетлера на курляндское герцогство в центре герба (внутри крюка, на разных изображениях слева или справа от литер «SA») появился элемент герба Стефана Батория — волчья челюсть. При Фридрихе Кетлере (или при его преемнике — Якобе) челюсть была убрана, а щиток в центре приобрёл следующий вид: щит рассечён, справа — серебряный крюк в красном поле, слева — чёрная монограмма «SA» в золотом поле; оба элемента увенчаны коронами. В таком виде центральный щиток просуществовал до конца династии Кетлеров.

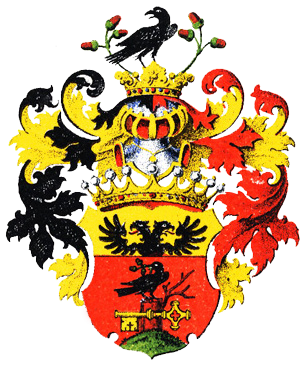
Герб Эрнеста Иоганна Бирона как графа Российской империи с 1730 года

В 1737 году герцогом Курляндским и Семигальским стал Эрнст Иоганн Бирон. На гербе Биронов был изображён в червлёном поле на пне сидящий ворон, держащий в клюве дубовую ветвь с желудями (герб пожалован роду Бирен в 1638 году в дипломе на польское дворянство); Эрнест Иоганн Бирон, как граф Российской Империи, с 1730 года стал в главе щита изображать чёрного выходящего двуглавого орла на золотом поле. Как герцог Курляндии и Семигалии, Бирон использовал герб герцогства, в центральном щитке которого был изображён его родовой герб, в левой половине которого находилась монограмма Августа III «АIII». В 1741—1758 годах, когда государством управлял Совет герцогства, центральный щиток на гербе отсутствовал. 
В 1758 году герцогом Курляндским и Семигальским с разрешения России стал принц Карл Саксонский, сын короля Речи Посполитой Августа III, а в 1763 году он был смещён и герцогом во второй раз стал Эрнст Иоганн Бирон, отказавшийся в 1769 году от престола в пользу своего сына Петра. При Карле Саксонском центральный щиток приобрёл следующий вид — щит рассечён и полупересечён, в первой части — герб Речи Посполитой, во второй — герб Саксонии, в третьей — в синем поле монограмма Августа III «А III» под короной.
После возвращения Эрнста Иоганна Бирона и до 1764 года (воцарения на польском престоле Станислава Августа), центральный щиток имел следующий вид — щит рассечён и полупересечён, в первом червлёном поле три серебряных стропила, увенчанные короной; во втором родовой герб Биронов; в третьем серебряном — вензель польского короля Августа III («AS»). С 1764 и до упразднения герцогства средний щиток был четверочастным: в первой четверти в золотом поле монограмма «SA» (Станислав Август), увенчанная короной; во второй — в червлёном поле три серебряных стропила, увенчанные короной; в третьей — в червлёном поле на пне сидящий ворон, держащий в клюве дубовую ветвь с желудями; в четвёртой — монограмма «А3» (Август III), увенчанная короной.

### Украшения герба
До 1565 года щит герба Кетлеров украшался коронованным рыцарским шлемом, в нашлемнике которого были два пера с наложенным на них крюком от котла; намёт червлёный и золотой. После 1565 года герб Курляндии и Семигалии венчался тремя шлемами — в центре старый шлем родового герба, справа — коронованный шлем, в нашлемнике семигальский олень, слева — коронованный шлем, в нашлемнике курляндский лев; намёт справа синий и золотой, слева — серебряный и красный. При Фридрихе Кетлере герб изображался без шлемов, вероятно, чтобы отличить герб правителя от гербов остальной аристократии. При Якобе Кетлере герб стал изображаться увенчанным герцогской короной, эта традиция продолжалась до упразднения герцогства. При Фридрихе Казимире и позднее, при Биронах, в качестве щитодержателей иногда изображались два золотых льва.

### Неточности в изображении герба
В дипломе Стефана Батория 1579 года отмечено что на гербе изображён лось. Однако лось не является обычным животным в геральдике Европы, часто его путали с оленем. Так произошло и в этом случае — во всех поздних изображениях и описаниях упоминается олень. Изображения оленя на всём протяжении существования герба отличались друг от друга, иногда олень изображён полностью, иногда (что правильно) «выходящим», т.е. только передняя половина. Та же путаница происходила с цветом оленя — он мог быть естественного (как правило коричневого) цвета, иногда — серебряным, в редких случаях — золотым.

## После герцогства

### Российская империя
В 1796 году герцогство включено в состав Российской империи, на его месте была создана Курляндская губерния, титул «князь курляндский и семигальский» был включён в титул российских императоров, а герб Курляндии и Семигалии (без центрального щитка) стал изображаться на большом гербе империи. В 1800 году Павел I предложил создать новый герб страны, на котором в многопольном щитке и на девяти малых щитках было помещено сорок три герба. Официально этот герб не был принят, однако здесь, видимо, впервые был изображён герб герцогства как часть герба Российской империи. Описание герба из манифеста: «Курляндский герб разделён на четыре поля: в первом верхнем и во втором нижнем Серебряных полях находятся красные прямо стоящие Львы, имеющие короны на главе, относительно до Курляндского Герба. Оба другие голубые поля, в которых передние половины Оленей на скаку в природном цвете изображены, между рогами коих находятся Герцогские Короны, в знак Герба Семигалии». 11 апреля 1857 года был создан и принят комплект из гербов, включая Большой, Средний и Малый государственные гербы, и прочие — в общей сложности сто десять рисунков. Герб Курляндский и Семигальский имел следующее описание: «в первой и четвёртой части оного четверти герб Курляндский: в серебряном поле червлёный лев, в червлёной же короне; а во второй и третьей герб Семигальский: в лазуревом поле выходящий серебряный олень, с шестью на рогах отростками, увенчанный Герцогскою короной». Герб оставался неизменным до конца существования Российской империи.

Герб Курляндской губернии в Гербовнике Бенке, 1880

Герб герцогства послужил основой герба Курляндской губернии, принятого 8 декабря 1856 года: «Щит четверочастный. В первой и четвёртой частях герб Курляндский: в серебряном поле червлёный лев в червлёной же короне. Во второй и третьей частях герб Семигальский: в лазуревом поле выходящий серебряный олень, с шестью на рогах отростками, увенчанный Герцогскою короною. Щит увенчан Императорскою короною и окружён золотыми дубовыми листьями, соединёнными Андреевскою лентою». Также герб герцогства использовался в муниципальной геральдике Российской империи. Например, герб герцогства являлся элементом герба Газенпота (ныне Айзпуте, Латвия), принятого в 1850 году.

### Латвия
На гербе Латвии, принятом 15 июня 1921 года и повторно 5 марта 1998 года, восставший червлёный лев во второй четверти гербового щита и такой же лев в качестве щитодержателя описываются как символ Курземе и Земгале (Курляндии и Семигалии). 22 марта 2012 года правительство Латвии приняло закон о гербах исторических областей. Герб Курляндии в законе — на серебряном поле направленный в противоположную сторону красный лев; герб Земгалии — на синем поле серебряный лось.